# Ylijärvi (sjö i Finland, Lappland)
Ylijärvi är en sjö i Finland. Den ligger i kommunen Enontekis i landskapet Lappland, i den norra delen av landet, 900 km norr om huvudstaden Helsingfors. Ylijärvi ligger 382,5 meter över havet. Arean är 20,2 hektar och strandlinjen är 2,49 kilometer lång. Sjön  ingår i Kemi älvs huvudavrinningsområde.   Omgivningarna runt Ylijärvi är i huvudsak ett öppet busklandskap.